# Frida ensam
Frida ensam är ett soloalbum av Anni-Frid Lyngstad som utgavs i Sverige 1975. De flesta melodierna är coverversioner på utländska låtar med nya svenska texter. Att tolka utländska melodier och ge dem en helt ny svenskt text var vanligt förekommande under 1960- och 1970-talen. ”The Most Beautiful Girl” blev i svensk tolkning ”Vill du låna en man?” och försågs med en humoristisk text. "Fernando" skrevs för detta album som en solosång för Frida. Låten blev oerhört populär och det beslutades att även Abba skulle spela in låten på engelska med Frida som huvudsångare. Låten blev en världshit 1976. 
Albumet är en av titlarna i boken Tusen svenska klassiker (2009).

## Låtlista
Sida A
1. Fernando (svenskspråkig version) – 4:13
2. Jag är mig själv nu (Young Girl) – 3:03
3. Som en sparv – 3:39
4. Vill du låna en man (The Most Beautiful Girl) – 2:43
5. Liv på Mars? (Life on Mars?) – 3:46
6. Syrtaki (Siko Chorepse Syrtaki) – 2:55

Sida B
1. Aldrig mej (Vado Via) – 4:04
2. Guld och gröna ängar (The Wall Street Shuffle) – 3:39
3. Ett liv i solen (Anima Mia) – 3:51
4. Skulle de' va' skönt (Wouldn't It Be Nice) – 3:13
5. Var är min clown (Send in the Clowns) – 4:19

### Bonusspår på 2005 års CD-utgåva
1. Man vill ju leva lite dessemellan – 2:51
2. Ska man skratta eller gråta – 3:51

## Listplaceringar
| Lista (1975-1976) | Topplacering |
| ----------------- | ------------ |
| Sverige           | 1            |